# Urszula Bhebhe
Urszula Bhebhe (ur. 27 lutego 1992 w Warszawie) – polska lekkoatletka, płotkarka, trener personalny pochodzenia zimbabweńskiego. 
Jest córką Polki i Zimbabwejczyka. Swoją lekkoatletyczną karierę rozpoczęła w klubie AZS UWM Olsztyn, gdzie trenowała pod opieką Zofii Kołakowskiej. Zaczęła od biegów płaskich, lecz od 2006 trenuje biegi płotkarskie. Wielokrotna medalistka mistrzostw Polski w juniorskich kategoriach wiekowych, w 2011 została niespodziewanie halową mistrzynią kraju w kategorii seniorek ustanawiając wynikiem 8,43 rekord życiowy w biegu na 60 metrów przez płotki. W 2012 zdobyła złoto mistrzostw Polski ustanawiając rekord życiowy na 100 metrów przez płotki – 13,34. Uczestniczka halowych mistrzostw świata w Sopocie (2014).

## Rekordy życiowe
- bieg na 100 metrów przez płotki – 13,30 (Toruń, 2013)
- bieg na 60 metrów przez płotki (hala) – 8,17 (Sopot, 2014)